# Naxçıvan (città)
Naxçıvan (pronuncia /ˌnɐxʧɯˈvan/; anche Nakhchivan) è una città dell'Azerbaigian, capitale della Repubblica Autonoma di Naxçıvan.
Si estende alle pendici della catena montuosa di Zangezur, oltre la riva sinistra del fiume Naxçıvan ad un'altitudine di circa 1000 m.

## Storia
Era un antico centro di commercio e alcuni storici ritengono che sia stata fondata nel XVI secolo a.C. Secondo una leggenda, la città fu fondata da Noè, e una delle interpretazioni del nome della città è "il luogo della prima discendenza", ("nakhijevan" in armeno), in riferimento alla discendenza dall'Arca di Noè. La prima testimonianza di questo significato è dello storico armeno Movses Khorenatsi, del V secolo. Greci e Romani la chiamavano Naxuana. In persiano, la regione si chiama "Nagsh-e-Jahan" ("immagine del Mondo" in italiano), in riferimento alla bellezza della città. Nel II secolo è menzionata da Claudio Tolomeo come una città prosperosa.
La città è stata saccheggiata, distrutta e (in alcuni casi) ricostruita dagli invasori che si sono susseguiti nei secoli. Era la capitale dell'emirato Atabek Eldegiz nel XII secolo e del khanato di Naxçıvan nel XIII secolo, durante il quale fu costruito il Palazzo dei Khan.

## Monumenti e luoghi d'interesse
- Sito archeologico di Naxçıvan Tepe.

## Cultura

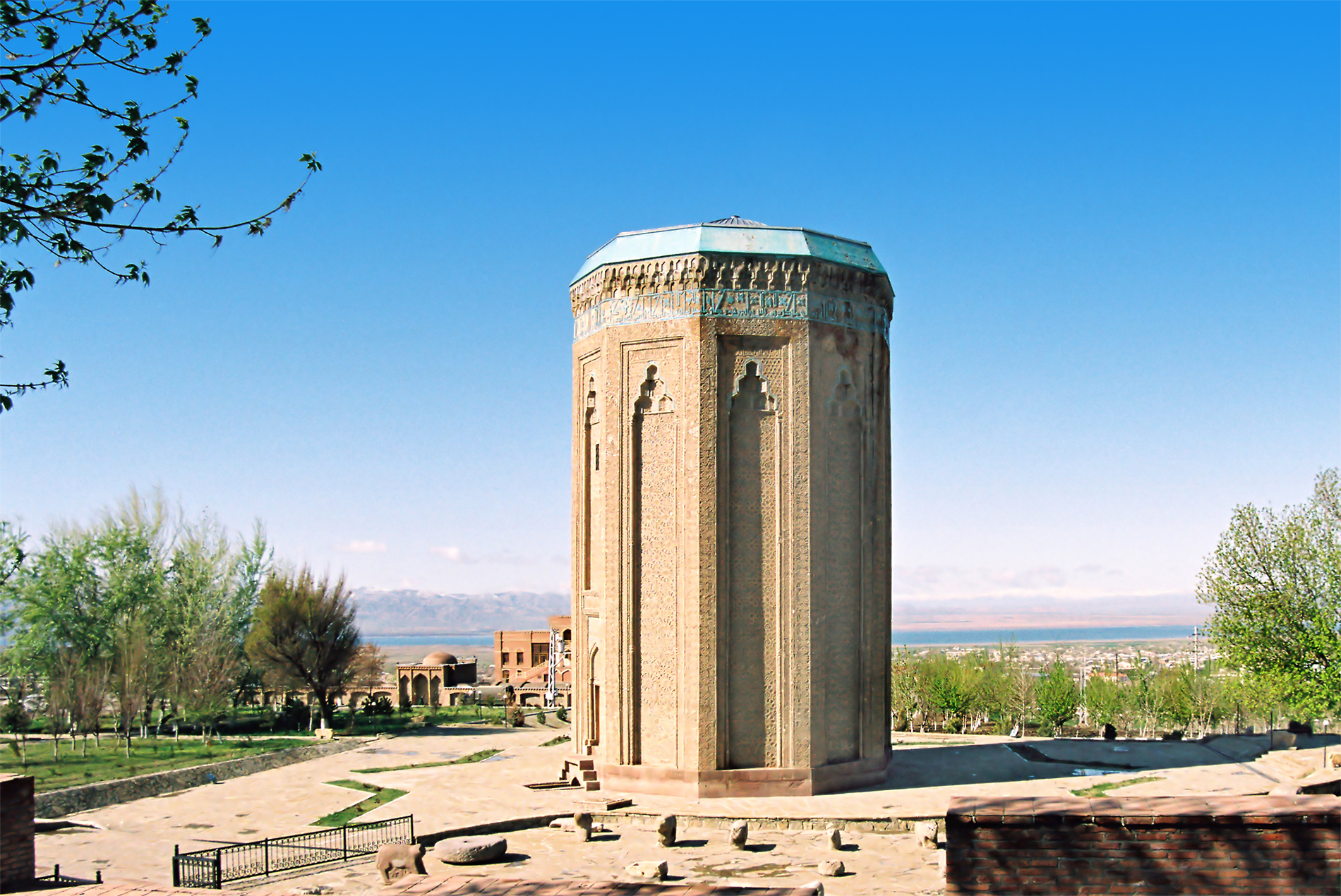
Mausoleo di Momine Khatun

L'attrattiva principale della città è il mausoleo di Momine Khatun, del XII secolo, conosciuto anche come Atabek Gumbezi. Momine Khatun fu la moglie dell'Eldegizid Atabeg Djakhan Pakhlevan, capo dell'emirato Atabek Eldegiz. Il monumento a 10 facciate è decorato con motivi geometrici intricati e scritte in carattere cufico, e mattoni turchesi. Nelle vicinanze si trova una statua del suo architetto, Ajami Naxçıvani, ed un busto di Heydar Aliyev. Sempre del XII secolo e dallo stesso architetto è la tomba ottagonale di Yusuf Ibn Kuseir, conosciuta come 'Atababa', semiabbandonata vicino al cimitero.
Più recente (1993) è il mausoleo di marmo bianco di Hussein Javid. Lo scrittore azero è morto nel Gulag sotto Stalin. Sia il mausoleo che la sua casa-museo sono situati ad est del teatro. Anche se è una costruzione recente, il mausoleo di Hussein Javid è di grande importanza iconica, rappresentando la capacità dell'exclave di vivere malgrado l'embargo armeno e trasformandosi in un simbolo di Naxçıvan.
La città inoltre ha un museo storico, un museo letterario (entrambi sulla via Nizami) e il museo Naxçıvanski (sulla via di Atatürk). C'è inoltre un museo archeologico su via Istiqlal (Indipendenza) ed il Mausoleo di Noè.

## Caratteristiche
Oggi la città di Naxçıvan è abitata da oltre a 60.000 persone. Possiede qualche industria, incentrata intorno alla lavorazione del vetro, della mobilia, del tessile e delle moquette, dell'alluminio, del tabacco e dell'uva. Attualmente, il governo sta cercando degli investimenti per sviluppare il turismo e la produzione di petrolio.
Socialmente, questo capoluogo regionale è abbastanza sofisticato, la propria università e una comunità scientifica ed artistica significativa. Per l'intrattenimento, vi è il palazzo della cultura, sul viale di Azadlyg, il teatro drammatico sulla via del Ahmed Javad, e il teatro dei burattini sulla via di Nizami.

## Infrastrutture e trasporti
La città di Naxçıvan è servita da un aeroporto e, teoricamente, ha dei buoni collegamenti ferroviari e stradali; tuttavia, la prima guerra del Nagorno Karabakh ha di fatto contribuito a un grande isolamento. Il modo migliore per raggiungere Naxçıvan è volare da Baku (oppure da Istanbul) all'aeroporto di Evlakh, a sud-est della città. Da Evlakh si può anche volare a Mosca con le linee aeree di Samara. Se si arriva da Baku, non c'è controllo dei passaporti e si può passare tranquillamente. Per la città vi sono bus e taxi, in quanto dista solo 3 km.
Parecchi bus ogni giorno partono per Iğdır e Erzurum nella Turchia orientale, permettendo facili collegamenti con il resto della Turchia. Ci sono, inoltre, servizi ferroviari a Ordubad e a Sharur. All'interno della città ci sono bus, filobus e numerosi taxi.